# Matilda Ziegler
Matilda Ziegler (ur. 23 lipca 1964 w Ashford) – angielska aktorka filmowa, telewizyjna, teatralna i radiowa.
Za rolę w sztuce The Lady from the Sea w Lyric Hammersmith/West Yorkshire Playhouse (1994) otrzymała nagrodę TMA (obecnie UK Theatre Award) i nominację do Laurence Olivier Award.

## Życiorys
Zadebiutowała na ekranie w 1987 w operze mydlanej BBC One EastEnders, grając Donnę Ludlow, nieślubną córkę gwiazdy serialu Kathy Beale. Na początku lat 90. wystąpiła kilkukrotnie w komedii ITV Jaś Fasola, gdzie zagrała Irmę Gobb, dziewczynę tytułowego bohatera. 
W teatrze zagrała m.in. w Wieczorze Trzech Króli w Royal Shakespeare Company (2001); w teatralnej wersji Jasia Fasoli; Women Laughing w Royal Court Theatre; Volpone, Inadmissible Evidence i Machinal w Royal National Theatre; Featuring Loretta i The Memory of Water w Hampstead Theatre. Grała także na deskach teatrów w Australii i Stanów Zjednoczonych. 
Występowała też w słuchowiskach radiowych: Rigor Mortis (2004-2006 BBC Radio 4), Giles Wemmbley-Hogg Goes Off (2010 BBC Radio 4), Cabin Pressure (2013 BBC Radio 4).
Uczyła aktorstwa w Norwich School.

### Życie osobiste
W lipcu 2004 poślubiła aktora Louisa Hilyera; mają troje dzieci.

## Filmografia
- EastEnders (1987-1989, serial telewizyjny)
- Jaś Fasola (1990-1992, serial telewizyjny)
- The Bill (1993-2003, serial telewizyjny)
- Dekadencja (1994)
- My Good Friend (1995, serial telewizyjny)
- Jilting Joe (1998)
- Talk (2006)
- The Rhythm Section (2020)
- Życie (2022)
- Harbour Lights (1999, serial telewizyjny)
- Jaś Fasola (serial animowany) (2002-2019, głos)
- Swiss Toni (2003-2004, serial telewizyjny)
- Sprawy inspektora Lynleya (2005, serial telewizyjny)
- Lark Rise to Candleford (2008-2011, serial telewizyjny)
- Dziewczyna z doświadczeniem (2021, serial telewizyjny)
- The Outlaws (2024, serial telewizyjny)